# المواطنة الرومانية
الرومان شعب روما العتيقة، والرومان هم من الشعوب الاوربية القديمة وهم أحد الشعوب الهنداوربية، وقد أسس الرومان مملكة، ثم جمهورية، ثم إمبراطورية، انقسمت لشرقية وغربية.
مواطن روماني يجب أن يكون الرجل حر وينتمي إلى قبائل مدينة روما، في سنة 89 قبل الميلاد أصبحت المواطنة تقدم لكل شخص حر في إيطاليا، بعد ثلاث قرون أصبحت تمنح لكل شخص حر في الإمبراطورية الرومانية، كانت المواطنة نقطة قوة في الحضارة الرومانية سياسيا وعسكريا.
كان الرومان يدفعون أجور جنودهم بواسطة «الملح Salt». وتشير مراجع أن كلمة «راتب Salary» بالإنجليزية مشتقة من كلمة «الراتب Salarium» باللاتينية التي يرجع أصلها لدفع الملح كأجر.

## حقوق وواجبات المواطن الروماني

### المواطنة الرومانية بكل الحقوق والواجبات

#### الحقوق السياسية والعسكرية
- حق التصويت

مواطن روماني بالشملة الرومانية

- حق التسجيل في فيلق روماني، يحصل على دخل نتيجة مجهودته العسكرية
- حق اكتساب أملاك
- حق تولي منصب قاضي
- حق المشاركة في جماعة الكهنة
- حق الزواج
- حق الحصول على الميراث

#### الحقوق المدنية
- حق الزواج الشرعي مع رومانية
- حق الشراء والبيع على الأراضي الرومانية
- حق في رفع دعوى أمام المحكمة الرومانية
- حق ارتداء لباس تحمل التعاريف الشخصية وعلامة المواطنة المميزة
- القدرة على الدخول في الأعمال القانونية